# Melo melo
Melo melo is een slakkensoort uit de familie van de Volutidae. De wetenschappelijke naam van de soort is voor het eerst geldig gepubliceerd in 1786 door Lightfoot.
In een dergelijke slak worden soms oranjegele parels gevonden die vooral door boeddhisten worden bewonderd. De grootste en fraaiste Melo-meloparel is de Parel van Bao Dai.